# Radfahrstreifen in Mittellage

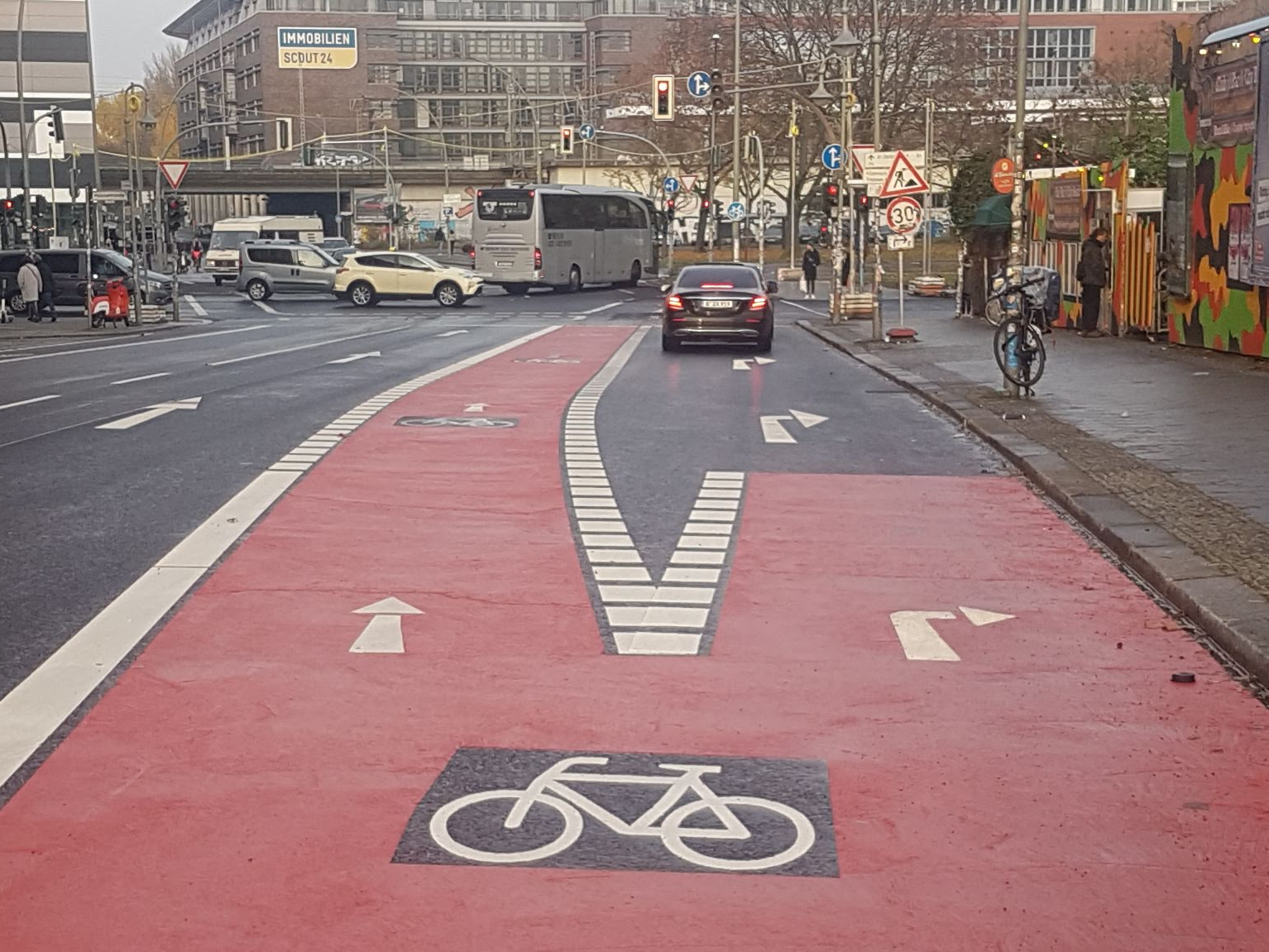
Fahrradweiche (im Vordergrund) und Radfahrstreifen in Mittellage an der Schillingbrücke in Berlin

Ein Radfahrstreifen in Mittellage (kurz RiM, auch Fahrradweiche) ist eine Radverkehrsführung an Verkehrsknotenpunkten, bei der ein Radfahrstreifen mit unterbrochenen Leitlinien entlang des geradeaus führenden Fahrstreifens verläuft, der von dem nach rechts abbiegenden Kraftverkehr überfahren werden darf, um einen dahinter liegenden Fahrstreifen für Rechtsabbieger zu erreichen. Dadurch kann der geradeaus verlaufende Radverkehr zusammen mit dem geradeaus verlaufenden Kraftverkehr mit einer Ampelphase über eine Kreuzung geleitet werden. Die Kreuzungsstelle mit möglichem Konflikt von geradeausfahrenden Radfahrern mit rechtsabbiegenden Autos wird aus dem (unfallträchtigen) unmittelbaren Knotenbereich in die Knotenzufahrt vorverlagert.
Radfahrstreifen in Mittellage werden in der Schweiz und in Deutschland seit den 1990er Jahren eingerichtet. Sie stehen in jüngerer Zeit unter deutschen Radaktivisten und Radverkehrsverbänden in der Kritik, da durch das Überfahren des Radfahrstreifens durch Autos der Konfliktbereich von im Knoten vor den Knoten verlagert wird.

## Relevante Regelwerke in Deutschland
Radfahrstreifen in Mittellage sind nicht in der Allgemeinen Verwaltungsvorschrift zur Straßenverkehrs-Ordnung beschrieben. In den Richtlinien für die Anlage von Stadtstraßen sind Hinweise zur direkten Linksabbiegeführung des Radverkehrs zwischen zwei Kfz-Fahrstreifen zu finden (Radfahrstreifen für linksabbiegende Radfahrer). Konkrete Erläuterungen zur Gestaltung und zu Führungsformen von Radfahrstreifen in Mittellage werden zudem in den Empfehlungen für Radverkehrsanlagen (ERA 2010) erläutert. Diesen zufolge sei hierbei ein „besonderes Augenmerk auf die Entschärfung des Konflikts zwischen geradeaus fahrendem Radverkehr und rechts abbiegenden Kraftfahrzeugen“ zu legen. Den Empfehlungen nach sollte am Knotenpunkt die Haltelinie des Radfahrstreifens gegenüber der Haltelinie des gleichgerichteten Kfz-Fahrstreifens je nach Radverkehrsaufkommen um mindestens drei bis fünf Meter vorgelagert sein. Damit sich der Radverkehr frühzeitiger als der Kfz-Verkehr im Konfliktbereich befindet, wird eine Ampelschaltung mit vorgezogener Grünphase für den Radverkehr empfohlen. Ferner empfiehlt das Regelwerk, den geradeaus führenden Radfahrstreifen links neben dem rechts abbiegenden Kfz-Fahrstreifen einzurichten.
In den 2005 von der Forschungsgesellschaft für Straßen- und Verkehrswesen erarbeiteten Hinweisen zur Signalisierung des Radverkehrs werden Vorteile von Radfahrstreifen in Mittellage für die Verkehrssicherheit und den Verkehrsdurchlauf bei erhöhtem Kfz-Rechtsabbiegeverkehr beschrieben.

## Lage in der Schweiz
Radstreifen in Mittellage sind in der Schweiz in einigen Städten wie Bern oder Zürich standardmäßig im Einsatz. Im Handbuch Kreuzungen von 2021 vom Bundesamt für Strassen werden sie als Standard bewertet. In der Schweiz entwickeln sich die Radstreifen in Mittellage oft aus Velostreifen, die in Deutschland eher den Schutzstreifen entsprechen.

## Probleme
Radfahrverbände kritisieren Radfahrstreifen in Mittellage unter den politischen Schlagwörtern „Angstweichen“ und „Mordweichen“ als gefährliche Verkehrsführung und verweisen zudem auf eine subjektiv empfundene Unsicherheit von Radfahrern, wenn sie sich zwischen zwei Kfz-Streifen befinden. Insbesondere junge Menschen und Senioren nutzen Fahrradweichen kaum, wie in einer Studie der Technischen Universität Berlin festgestellt wurde. An den untersuchten Stellen kamen diese Altersgruppen allerdings überhaupt nur unterdurchschnittlich oft vor.
Als weiterer Nachteil gilt eine Rückstaugefahr durch den Kraftverkehr auf dem Radfahrstreifen, was insbesondere bei erhöhter Zahl von rechts abbiegenden Kfz geschehen kann. Während mit der Anlage von Radfahrstreifen in Mittellage insbesondere Rechtsabbiegeunfälle zwischen geradeaus fahrenden Radfahrern und rechts abbiegenden Fahrzeugen verhindert werden sollen, würden diese laut der Studie der Technischen Universität Berlin das Unfallrisiko jedoch lediglich vom direkten Querungsbereich in den Einfädelungsbereich vorverlagern. Das erhöhte Unsicherheitsgefühl führt dazu, dass Radfahrer verstärkt auf nicht für den Radverkehr zugelassene Straßenbereiche ausweichen und dort wiederum eine Gefährdung für den Fußverkehr und sich selbst darstellen können (da Autofahrer im eigentlichen Abbiegevorgang nicht mit Radfahrern rechnen). Allerdings hatte die Studie eine Regelakzeptanz von 85 % der beobachteten Radfahrer festgestellt, also nur 15 % nutzten andere Verkehrsflächen. Von diesen wiederum hatten etliche Ziele im rechten Seitenraum oder wollten rechts abbiegen, wie aus der Befragung hervorgeht. Bei weiterem Fehlverhalten, beispielsweise dass Radfahrer Vorfahrtsregeln missachten, wurde in einer anderen Untersuchung ebenfalls ein Anstieg verzeichnet. Bei der Studie von Thomas Richter wurden in den Jahren von 2015 bis 2017 an 48 Knotenpunkten in Berlin, Hannover und Leipzig im Hinblick auf die dort auftretende Unfallschwere untersucht. Im Ergebnis kam es nach der Einrichtung der Fahrradweichen zwar zu keinem Todesfall, jedoch stieg der Anteil der Unfälle mit Schwerverletzten von 9,8 auf 15,8 Prozent. Die Vorher-Situationen an den verschiedenen Stellen waren allerdings sehr unterschiedlich. Nach aktuellem Kenntnisstand sind bisher erst drei Personen bei Unfällen in Folge von Spurwechseln an der nicht genau bekannten Zahl von RiM in Deutschland zu Tode gekommen, jeweils mit dem Unfallgegner Lkw: in Hamburg im Oktober 2021, in München im April 2024 und in Leipzig im Juli 2024. Im Vergleich dazu passieren tödliche Unfälle mit rechts abbiegenden Lkw in Folge des sogenannten Toten Winkels, im unmittelbaren Bereich des Abbiegens, sehr viel häufiger. In der Folge wird dazu spezielle Öffentlichkeitsarbeit gemacht, Abbiegeassistenten wurden deshalb für schwere Fahrzeuge entwickelt und inzwischen verpflichtend eingeführt.
An Radfahrstreifen in Mittellage ohne rote Einfärbung ist das Risiko schwerer Unfälle etwa doppelt so hoch wie an farblich hervorgehobenen.

## Regionale Umsetzungen

### Berlin
In Berlin wurden Radfahrstreifen in Mittellage laut Senatsverwaltung für Umwelt, Verkehr und Klimaschutz unter anderem angelegt, „um Rechtsabbiegerunfälle von geradeaus fahrenden Radfahrern und rechts abbiegenden Fahrzeugen entgegenzuwirken“. Neu angelegte Fahrradweichen, also der Beginn des Radfahrstreifens in Mittellage, an dem Radfahrer sich zu entscheiden haben, ob sie diesen nutzen oder in den Rechtsabbiegestreifen (oder ggf. den Seitenraum) einfahren, wurden zuletzt mit roter Farbmarkierung markiert. In den Berliner Ausführungsvorschriften zu § 7 des Berliner Straßengesetzes über Geh- und Radwege existieren keine Vorgaben für die Anlage von Radfahrstreifen in Mittellage. Radfahrstreifen in Mittellage standen in Berlin insbesondere nach Einführung des Mobilitätsgesetzes und der Umgestaltung der Verkehrsführung auf der Holzmarktstraße und an der Schillingbrücke in anhaltender Kritik. Im Mai 2020 gab die Senatsverwaltung für Umwelt, Verkehr und Klimaschutz in einem Bericht über die Erhöhung der Verkehrssicherheit von Kreuzungen an den parlamentarischen Hauptausschuss bekannt, keine Radfahrstreifen in Mittellage mehr einrichten zu wollen und stattdessen vorzugsweise getrennte Ampelphasen schalten zu wollen, sofern möglich.

### Hamburg

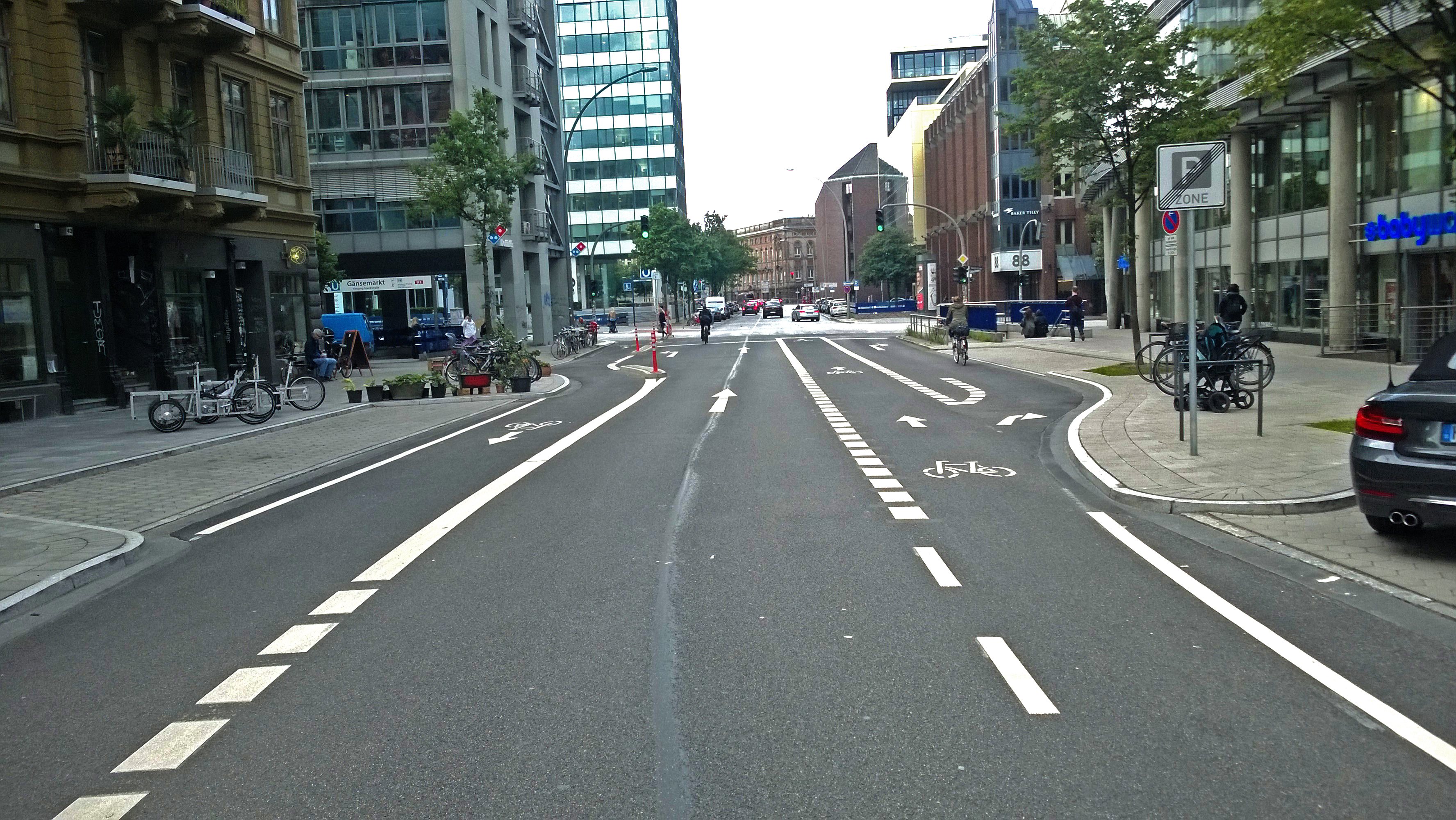
Fahrradweiche an der Caffamacherreihe in Hamburg

Laut – inzwischen veraltetem Hamburger Regelwerk, den Planungshinweisen für Stadtstraßen, Teil 9 – Anlagen des Radverkehrs – aus dem Jahr 2000, konnte ein eigener Streifen für den Radverkehr auf der Fahrbahn an mehrstreifigen Knotenpunktzufahrten sicher und sinnvoll sein. Konkret wurden hierzu Vorbeifahrstreifen für den geradeaus fahrenden Radverkehr in Mittellage genannt. Diese entsprechen einem Schutzstreifen mit einer Mindestbreite von netto 1,25 Metern und werden bei einer Breite des Fahrstreifens von mindestens 3,50 Metern innerhalb dessen markiert. Damit verbleiben für den Kfz-Verkehr netto 2,25 Meter.
Umgesetzt wurden vor 2020 Radfahrstreifen in Mittellage u. a. am Baumwall vor der Niedernbaumbrücke, und in der Straße Bei den St. Pauli-Landungsbrücken an der Zufahrt zur Helgoländer Allee, die heute noch bestehen.
Im April 2020 verständigten sich der rot-grüne Senat mit der Bürgerinitiative Radentscheid Hamburg im Rahmen eines Maßnahmenpakets unter anderem gegen die Planung weiterer Radfahrstreifen in Mittellage und auf eine Rotfärbung an den bereits existierenden.

### Hannover
In Hannover gibt es vereinzelt Radfahrstreifen in Mittellage, so am Lister Platz in zwei Zufahrten. Einige wenige Radfahrstreifen in Mittellage wurden zurückgebaut, u. a. im Zusammenhang mit der Einrichtung durchgehender Zweirichtungs-Radwege, wie am Friedrichswall vor der Willy-Brandt-Allee.

### Karlsruhe
In Karlsruhe werden Radfahrstreifen in Mittellage, vereinzelt auch Schutzstreifen in Mittellage, seit etwa 2004 sehr häufig eingesetzt. In diesem Zeitraum sind zahlreiche Straßenzüge von nicht mehr anforderungsgerechten Radwegen auf Schutz- oder Radfahrstreifen umgerüstet worden. An signalisierten Knotenpunkten, an denen häufig eigene Kfz-Rechtsabbiegestreifen bestanden, sind die Radfahrstreifen in Mittellage in großer Zahl angelegt worden. Ein Rückbau steht dort bisher nicht zur Diskussion.

### München
In München wurde im April 2024 eine Frau auf einem Radfahrstreifen in Mittellage von einem LKW-Fahrer überfahren und getötet. Der Oberbürgermeister Dieter Reiter beauftragte daraufhin das Mobilitätsreferat, „die Radwegsicherheit in Trudering zu überprüfen und gegebenenfalls Sofortmaßnahmen umzusetzen“ und die Radwege in Mittellage generell auf ihre Sicherheit hin zu überprüfen. Der ADFC hatte bereits beim Bau des Radwegs im Jahr 2017 auf die Gefahr hingewiesen.